# Candida bracarensis
Candida bracarensis é uma espécie de levedura anamórfica com cepa tipo 153MT (=CBS 10154T =NCYC D3853T =CECT 12000T).